# Cantone di Le Livradais
Il Cantone di Le Livradais è una divisione amministrativa dell'Arrondissement di Villeneuve-sur-Lot.
È stato costituito a seguito della riforma approvata con decreto del 26 febbraio 2014, che ha avuto attuazione dopo le elezioni dipartimentali del 2015.

## Composizione
Comprende i 14 comuni di:
- Allez-et-Cazeneuve
- Casseneuil
- Dolmayrac
- Fongrave
- Monclar
- Montastruc
- Pinel-Hauterive
- Saint-Étienne-de-Fougères
- Saint-Pastour
- Sainte-Livrade-sur-Lot
- Le Temple-sur-Lot
- Tombebœuf
- Tourtrès
- Villebramar